# Newton Heath LYR F.C. mùa bóng 1885–86
Mùa giải 1885–86 là mùa giải bóng đá thứ ba của câu lạc bộ bóng đá Newton Heath LYR. Chỉ có duy nhất một cuộc thi của câu lạc bộ đó là giải Manchester Cup, một cuộc thi trong đó họ đã lọt vào chung kết ở nỗ lực đầu tiên của mùa giải trước. Đó là một trường hợp "may mắn lần thứ hai" cho kẻ ngoại đạo, khi họ thi đấu tốt hơn trong cuộc thi năm 1886, đánh bại Manchester với tỷ số 2-1 trong trận chung kết để giành danh hiệu đầu tiên trong lịch sử của câu lạc bộ.
Giải đấu Giải đấu Lancashire Senior Cup, câu lạc bộ đã thi đấu và bị thất bại trong cả hai mùa trước, cuộc thi chia thành "Senior" and "Junior" trong năm 1885. Tin tưởng rằng tình trạng của câu lạc bộ là phù hợp hơn với sự cạnh tranh Junior, những kẻ ngoại đạo vào đội dự bị của họ cho mùa giải 1885-1886.

## Manchester và District Challenge Cup
Sau khi đi đến vòng cuối cùng của Manchester Cup mùa giải 1884-1885, Đội bóng đã xác định có thể thi đấu tốt hơn trong mùa giải 1885-1886. Cũng giống như mùa giải trước, họ đã được rút thăm gặp Eccles tại sân nhà ở vòng đầu tiên. Những bàn thắng từ Gotheridge và Watkins đảm bảo một chiến thắng 2–0 cho kẻ ngoại đạo, vượt qua để vào vòng hai. chỉ có các kết quả của các trận đấu tại vòng hai và vòng ba vẫn còn đảm bảo, Newton Heath đánh bại Gorton Villa với tỷ số 5–0 tại vòng hai và Thornham với tỷ số 10–0 tại vòng ba.
Điều này thiết lập một trận bán kết với Hurst để được chơi trên một địa điểm trung lập ở Salford. Gotheridge và Watkins đã một lần nữa xuất hiện trên bảng tỉ số, Watkins lập được một cú đúp trong chiến thắng 3-1. Như trong mùa trước, trận chung kết của cuộc thi đã được chơi ở Whalley Range, nơi mà Newton Heath sẽ gặp Manchester. Một cơn gió mạnh và độ nghiêng của sân hỗ trợ Newton Heath trong nửa hiệp đầu, và họ dẫn trước 2-0 nhờ bàn thắng đến từ Watkins và Sam Black. Có một số ý kiến gây tranh cãi về bàn thắng của Watkins, các cầu thủ Manchester không chỉ cho rằng Davies đã bị việt vị trước khi sút bóng vào gốc cao, mà còn cho rằng trước đó Watkins đã dùng tay chỉnh hướng bóng. Mặc dù các khiếu nại Manchester về bàn thắng không hợp lệ. Farrington mở tỷ số an ủi Manchester trong hiệp hai, nhưng Newton Heath đã bảo toàn được trận thắng, chiếc cúp đầu tiên trong lịch sử của họ.
| Thời gian            | Vòng      | Đối thủ      | H/A           | Kết quả Bt-Bb | Cầu thủ ghi bàn         | Lượng khán giả |
| -------------------- | --------- | ------------ | ------------- | ------------- | ----------------------- | -------------- |
| 19 tháng 12 năm 1885 | Vòng 1    | Eccles       | H             | 2 – 0         | Gotheridge, Watkins     | 500            |
| 23 tháng 1 năm 1886  | Vòng 2    | Gorton Villa | H             | 5 – 0         | Không rõ                | "lớn"          |
| 13 tháng 2 năm 1886  | Vòng 3    | Thornham     | H             | 10 – 0        | Không rõ                | 1.800          |
| 13 tháng 3 năm 1886  | Bán kết   | Hurst        | Salford       | 3 – 1         | Gotheridge, Watkins (2) | 6.000          |
| 3 tháng 4 năm 1886   | Chung kết | Manchester   | Whalley Range | 2 – 1         | Black, Watkins          | 6.000          |